# NGC 2948
NGC 2948 este o hi (21cm) source⁠(d) situată în constelația Leul. A fost descoperită în 24 martie 1786 de către William Herschel. Se află la o distanță de 69,5 de megaparseci de Pământ.